# Университет Де Поля
Университет Де Поля (англ. DePaul University) — частный университет в Чикаго в американском штате Иллинойс. Был основан в 1898 году французскими лазаристами как католический институт и назван в честь Венсана (Викентия) де Поля. Сегодня этот университет является крупнейшим в мире римско-католическим университетом и одним из десяти крупнейших частных университетов США. Он является самым большим частным университетом в Иллинойсе. В настоящее время здесь обучается примерно 25 тыс. человек (около 16 тыс. студентов бакалавриата и 9 тыс. учащихся последипломных программ). Де Поль университет-член Большой Восточной Конференции.

## Расположение
Университет расположен на двух территориях. Более старая территория находится в районе Линкольн парка, более новая лежит в историческом деловом центре Чикаго под названием Чикаго Луп. Также имеются четыре меньших по размеру филиала в пригородах Чикаго — Нэпервилль, Оук форест, О'Хара (Чикаго) и Роллинг Мидоус.

## Колледжи и школы

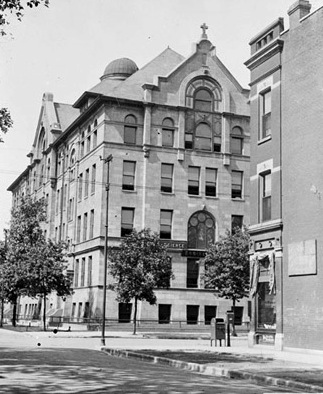
Фотография 1911 года. Де Поль университет в Чикаго

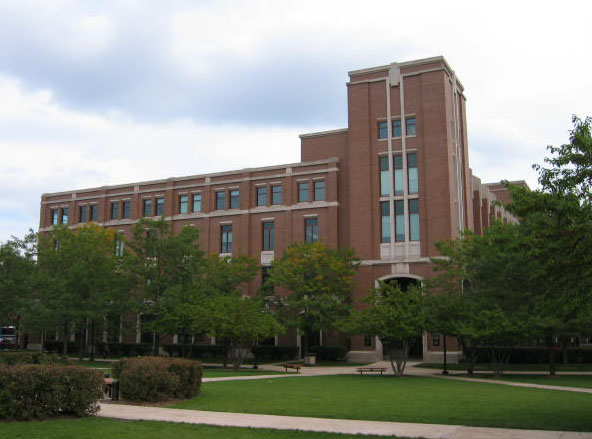
1992 год. Библиотека Ричардсона университета Де Поля в Линкольн парке

В университете Де Поль имеется десять колледжей и школ, готовящих специалистов с учёной степенью по 153-м специальностям (по состоянию на начало 2012 года).

### Коммерческий колледж
Коммерческий колледж расположен в деловом центре Чикаго — Чикаго Луп по адресу 1 Ист Джексон-бульвар и является одной из десяти самых старых школ бизнеса в США. В его состав входит также аспирантура Келлштадской  школы бизнеса. Считается одной из лучших бизнес-школ в США.

### Колледж коммуникационных технологий
В Колледже коммуникационных технологий обучается свыше 1 100 студентов, специализирующихся в таких сферах как: журналистика, связи с общественностью и реклама, средства массовой информации, радио и телевидение. При написании курсовых, дипломных работ и диссертаций студенты и аспиранты имеют возможность проходить хорошую профессиональную подготовку и практику, работая в базовых лабораториях и организациях колледжа, как например Радио Де Поль и других различных программах интернатуры.

### Юридический колледж
Юридический колледж университета Де Поль располагается в районе Чикаго Луп по адресу 25, Ист Джексон-бульвар. Он известен своими специалистами в области права интеллектуальной собственности и юристами в сфере такой области права, как медицинское законодательство. Многие выпускники этого колледжа стали весьма известными людьми и политиками.

### Колледж вычислительных и цифровых технологий
Колледж вычислительных и цифровых технологий университета Де Поль также расположен в районе Чикаго Луп и имеет самую обширную программу в США в области вычислительных и цифровых технологий. Он подразделяется на две школы: Школа кино и интерактивных СМИ и Компьютерная школа. Студенты колледжа неоднократно занимали призовые места на международных соревнованиях по программированию, как например в 2006 году на международных университетских соревнованиях по программированию, в которых принимали участие свыше 5 600 команд, представляющих 1 733 университета из 84 стран.
Колледж вычислительных и цифровых технологий университета Де Поль считается лидером в области подготовки специалистов по компьютерной и сетевой безопасности. Колледж также готовит будущих художников, проектировщиков, аниматоров и инженеров, работающих в сфере цифровых технологий. Программа их обучения сочетает технологии актерского мастерства и программу киношколы с технологией цифровой графики и визуальных эффектов и цифровых вычислительных технологий. В 2005 году Де Поль стал первым университетом в США, который стал присваивать степень бакалавра в области разработки Компьютерных игр.

### Колледж Гуманитарных и общественных наук

2012 год. Студенческий центр университета Де Поля в Линкольн парке

Колледж Гуманитарных и общественных наук — крупнейший колледж университета. Он является старейшим колледжем университета и располагается в Университетском городке Линкольн-Парка, который занимает 36 акров (14,57 га) в чикагском районе Линкольн-Парк. Среди преподавателей колледжа есть весьма известные как в США, так и за пределами страны люди. Колледж готовит специалистов по гуманитарным специальностям, в том числе по истории, философии и литературе. Всего в колледже ведётся обучение студентов по 28 дисциплинам и осуществляется специализация по 18 специальностям.
В колледже имеется несколько основных, так называемых академических центров, в том числе Центр Гуманитарных наук, Исследовательский латиноамериканский центр, Центр Социологии, Центр Чёрной диаспоры, Центр Межрелигиозных отношений, Чаддиковский институт проблем развития города, Центр Де Поль Семьи и общественных отношений, Центр Общественного развития и Центр Исследования общества.

### Школа Дополнительного образования
Школа Дополнительного образования была создана в 1972 году, и была первой школой такого типа среди университетов США. Школа создавалась с целью обучение взрослых студентов в стенах одного специализированного колледжа. Для таких студентов разрабатываются специальные программы, учитывающие жизненный и профессиональный опыт таких студентов.

### Педагогический колледж
Педагогический колледж специализируется на подготовке учителей, работающих в мультикультурной городской среде. Он сотрудничает со 150 чикагскими районными школами, включая Чикагские Государственные школы, приходские и частные школы.
Колледж готовит по программам бакалавриата специалистов по раннему детскому возрасту, начальному и среднему образованию и физкультуре. Многие из выпускников колледжа работают преподавателями в государственных и частных школах как города Чикаго, так и в его пригородах.

### Школа Музыки
Школа Музыки поддерживает тесные контакты с Чикагским симфоническим оркестром и Лирической оперой Чикаго. В дополнение к учёным степеням в области джаза и концертного исполнения, музыкальной композиции, преподавания музыки и исследований джаза в университете Ди Поля имеются программы подготовки специалистов в области технологии звукозаписи и менеджмента театрального искусства.

### Театральн ая школа
Театральная школа была основана в 1925 году как Гудменовская школа драмы. Это старейшая театральная школа на Среднем Западе США. Она была одной из первых, ставшей готовить бакалавров в области драматургии и театральной критики. У школы имеется свыше сорока экспериментальных площадок, способствующих воплощению в жизнь философского принципа школы «обучать на практике», в том числе, например, старейший постоянно действующий городской детский театр.

### Колледж Науки и здоровья
Колледж Науки и здоровья был основан в 2011 году с целью подготовки будущих учёных, инженеров, математиков, клиницистов-исследователей и медицинских работников, отвечающих уровнем своей профессиональной подготовки растущим требованиям современных областей знаний в сфере науки о здоровье. Студенты в колледже обучаются по комплексным программам в таких областях науки как математика, физика, биология, химия, наука об окружающей среде и психологии. Колледж находится в Университетском городке Линкольн-Парка. Среди преподавателей колледжа учёные с мировым именем и лауреаты различных премий.

### Непрерывное профессиональное образование
Подразделение Непрерывного профессионального образования университета Де Поль занимается переподготовкой взрослых людей — как отдельных слушателей, так и групп обучающихся, являющихся служащими различных компаний, организаций и правительственных учреждений. Курсы имеют различную продолжительность: от трехчасовых семинаров до 180-часовых программ. Обучение осуществляется в шести университетских городках университета Де Поль, а также непосредственно в компаниях и на предприятиях. Подготовка ведётся в таких областях как Финансовое планирование, обучение персонала, управление, маркетинг, коммуникации и подготовка помощников юристов. К обучению привлекаются как университетские специалисты, так и специалисты-практики различных предприятий и организаций Чикаго.

## Известные выпускники
- Ричард М. Дэйли — мэр Чикаго с 1989 по 2011 год.
- Грир, Джуди — американская актриса.
- Коулман, Моник — американская актриса.
- Андерсон, Джиллиан — американская актриса.
- Манзарек, Рэй — музыкант.
- Джо Кири — актер.
- Филип Котлер — американский экономист и маркетолог. Учился в Университете Де Поля два года, но без получения степени был переведен в Чикагский университет.
- Стана Катич — канадская актриса сербско-хорватского происхождения.